# Josep Gómes
Josep Antonio Gómes Moreira (* 3. Dezember 1985 in La Massana) ist andorranischer Fußballtorhüter. 
Gomes spielte bis 2018 für unterklassige spanische Vereine nebst einem Abstecher zum ES Pennoise. Seither trat er für den Inter Club d’Escaldes in der Primera Divisió sowie den UE Santa Coloma aus Andorra an. Auch in der Nationalmannschaft Andorras kommt er seit 2006 regelmäßig zu Einsätzen.